# Orchis grenouille
Dactylorhiza viridis
Espèce
Statut de conservation UICN

 NT  : Quasi menacé
Statut CITES
L'Orchis grenouille, Dactylorhiza viridis, est une espèce de plantes à fleurs de la famille des Orchidaceae. C'est une petite orchidée terrestre d'Europe, de Sibérie et d'Amérique du Nord.

## Synonymes
- Coeloglossum viride Hartman, 1820
- Satyrium viride L.
- Orchis viridis (L.) Crantz
- Habenaria viridis (L.) R.Br. in W.T.Aiton
- Gymnadenia viridis (L.) Rich.
- Sieberia viridis (L.) Spreng.
- Entaticus viridis (L.) Gray
- Chamorchis viridis (L.) Dumort.
- Platanthera viridis (L.) Lindl.
- Himantoglossum viride (L.) Rchb.
- Peristylus viridis (L.) Lindl.

## Description
- Hauteur: 10 à 30 cm.
- le système souterrain est formé de tubercules palmés.
- Inflorescence en épi simple de 5 à 20 fleurs à odeur de prune.
- Labelle trilobé de teinte vert-jaune à brun voire pourpre en altitude, en forme de languette; éperon très court[2].

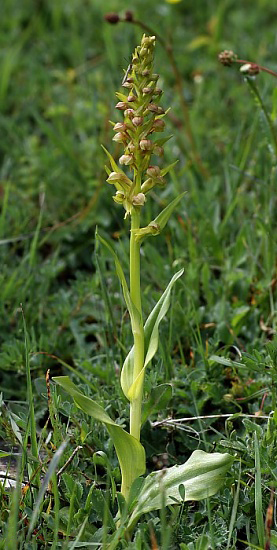
Plante entière.
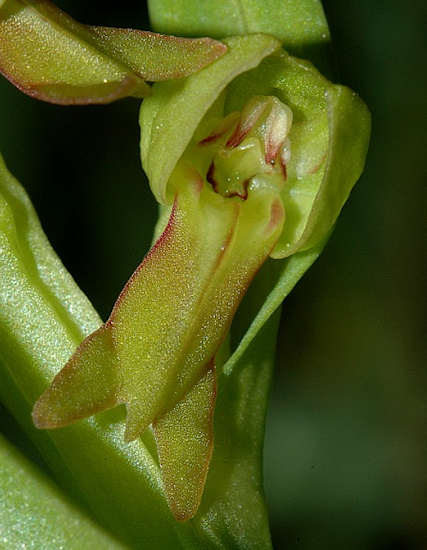
Détail d'une fleur.

## Protection
L'orchis grenouille a une répartition dispersée et n'est nulle part abondant. L'espèce est classée "NT" : Near Threatened, quasi menacé. Cette plante est protégée dans la plupart des régions centre et nord de France métropolitaine. En Belgique et dans les régions voisines, elle est signalée comme rare à très rare et en forte régression.